# Nekrolog 1441
Nekrolog
◄◄
| ◄
| 1437
| 1438
| 1439
| 1440
| 1441 | 1442 | 1443 | 1444 | 1445 | ► | ►►
Weitere Ereignisse | Allgemeiner Nekrolog 1441
Die Beschreibung der verstorbenen Person sollte so kurz wie möglich gehalten sein und nur deren signifikante Tätigkeit(en) enthalten.
Neue Namen ggf. auch unter dem Geburts- und Sterbedatum, also etwa unter 1. Januar und im Geburts- und Sterbejahr (2024) eintragen (nur bei entsprechender großer Wichtigkeit). Für Beispiele siehe die schon vorhandenen Artikel.
Außerdem über die fünf zuletzt Verstorbenen, zu denen es einen ausreichend guten Artikel für eine Präsentation auf der Hauptseite gibt, nach der todesbedingten Überarbeitung der Artikel ggf. auch unter Wikipedia Diskussion:Hauptseite informieren und sie am besten auch in den anderen Wikipedia-Sprachversionen eintragen. Tipp: Regelmäßig bei news.google.de nach „ist tot“, „gestorben“ oder „verstorben“ suchen.
Wenn eine Person gestorben ist, gibt es viele Seiten zu dieser Person in der Wikipedia, die davon auch betroffen sind und entsprechend aktualisiert werden müssen. Beispiele: Namenübersichtsseite, Geburtsjahr, Geburtsort-Seiten und viele mehr.
Wie finde ich die betroffenen Seiten?
Im Suchfeld auf der linken Seite gibt man den Suchbegriff so ein: „Vorname Nachname“. Dann klickt man auf Volltext und alle Seiten mit entsprechendem Suchtext werden aufgerufen. Hier sieht man dann schnell, wo auch das Todesjahr Sinn macht oder sogar ein Teil des Artikels angepasst werden muss. Auch hilft das „Werkzeug“ auf der linken Seite sehr gut, um solche Seiten aufzufinden: „Links auf diese Seite“. Somit ist die Wikipedia wieder aktuell in allen Bereichen! Hinweis: bei Eintragung der Kategorie „Gestorben JAHR“ wird der Missbrauchsfilter 49 ausgelöst, was jedoch nicht schlimm ist. Siehe: Spezial:Missbrauchsfilter/49
Dies ist eine Liste von im Jahr 1441 verstorbenen bekannten Persönlichkeiten. Die Einträge erfolgen innerhalb der einzelnen Daten alphabetisch sortiert. Tiere sind im Nekrolog für Tiere zu finden.

## Januar
| Tag       | Name                | Beruf, bekannt als                            | Alter | Beleg |
| --------- | ------------------- | --------------------------------------------- | ----- | ----- |
| 3. Januar | Tristan de Clermont | französischer Ritter                          |       |       |
| 5. Januar | Johann II.          | Graf von Guise und Ligny, Herr von Beaurevoir |       |       |
| 9. Januar | Paul von Rusdorf    | Hochmeister des Deutschen Ordens              |       |       |

## Februar
| Tag         | Name                    | Beruf, bekannt als      | Alter | Beleg |
| ----------- | ----------------------- | ----------------------- | ----- | ----- |
| 15. Februar | Heinrich II. von Verden | Fürstbischof von Verden |       |       |

## April
| Tag       | Name                 | Beruf, bekannt als                        | Alter | Beleg |
| --------- | -------------------- | ----------------------------------------- | ----- | ----- |
| 1. April  | Blanka               | Königin von Navarra (1425–1441)           | 53    |       |
| 7. April  | Albrecht Blarer      | Bischof von Konstanz                      |       |       |
| 29. April | Margarethe von Hanau | Gemahlin von Gottfried VIII. von Eppstein |       |       |

## Juni
| Tag      | Name        | Beruf, bekannt als                 | Alter | Beleg |
| -------- | ----------- | ---------------------------------- | ----- | ----- |
| 18. Juni | Ludwig III. | Herzog von Ohlau, Lüben und Haynau |       |       |

## Juli
| Tag      | Name                            | Beruf, bekannt als          | Alter | Beleg |
| -------- | ------------------------------- | --------------------------- | ----- | ----- |
| 4. Juli  | Heinrich der Jüngere von Plauen | Ritter des Deutschen Ordens |       |       |
| 8. Juli  | Baldwin II. von Wenden          | Erzbischof von Bremen       |       |       |
| 9. Juli  | Jan van Eyck                    | flämischer Maler            |       |       |
| 12. Juli | Ashikaga Yoshinori              | japanischer Shogun          | 47    |       |

## August
| Tag        | Name                              | Beruf, bekannt als       | Alter | Beleg |
| ---------- | --------------------------------- | ------------------------ | ----- | ----- |
| 15. August | Machteld Maurijnsdr. van der Does | niederländische Abtissin |       |       |

## September
| Tag           | Name                    | Beruf, bekannt als             | Alter | Beleg |
| ------------- | ----------------------- | ------------------------------ | ----- | ----- |
| 8. September  | Johannes Pollart        | Generalvikar im Erzbistum Köln |       |       |
| 30. September | Johann II. von Reisberg | Erzbischof                     |       |       |

## Oktober
| Tag         | Name               | Beruf, bekannt als        | Alter | Beleg |
| ----------- | ------------------ | ------------------------- | ----- | ----- |
| 24. Oktober | Adolf              | Herzog von Bayern-München | 7     |       |
| 27. Oktober | Margery Jourdemain | Hexe von Eye              |       |       |

## Dezember
| Tag          | Name                   | Beruf, bekannt als                      | Alter | Beleg |
| ------------ | ---------------------- | --------------------------------------- | ----- | ----- |
| 7. Dezember  | Bartolomeo di Fruosino | italienischer Maler                     |       |       |
| 26. Dezember | Niccolò III. d’Este    | Markgraf von Ferrara, Modena und Reggio |       |       |

## Datum unbekannt
| Tag | Name                  | Beruf, bekannt als                                                              | Alter | Beleg |
| --- | --------------------- | ------------------------------------------------------------------------------- | ----- | ----- |
|     | Edzard Cirksena       | ostfriesischer Häuptling zu Greetsiel, Norden, Emden und im Brokmerland         |       |       |
|     | Hayo Harlda           | ostfriesischer Häuptling                                                        |       |       |
|     | Antonio Loschi        | italienischer Humanist, Philologe, Dichter und Historiker                       |       |       |
|     | Sędziwój Ostroróg     | Woiwode von Posen, Starost von Brześć Kujawski und Generalstarost von Großpolen |       |       |
|     | Dietrich Reseler      | römisch-katholischer Bischof von Dorpat                                         |       |       |
|     | Tidemann Steen        | Bürgermeister der Hansestadt Lübeck                                             |       |       |
|     | Johannes Thomae       | Generalvikar in Köln                                                            |       |       |
|     | Jacobus Vide          | franko-flämischer Komponist, Sänger, Organist und Hofbeamter                    |       |       |
|     | Caspar von Waldenfels | deutscher Adliger, Hauptmann, Rat, Amtmann                                      |       |       |